# Julia Kotarbińska
Julia Kotarbińska (ur. 26 marca 1895 w Mińsku, zm. 11 sierpnia 1979 w Warszawie) – polska artystka ceramik, pedagog, profesor nadzwyczajny Państwowej Wyższej Szkoły Sztuk Plastycznych we Wrocławiu. 

## Życiorys
Córka Zenona. Studiowała na Uniwersytecie Warszawskim, następnie w latach 1921–1923 na Uniwersytecie Stefana Batorego w Wilnie, od 1923 w Szkole Sztuk Pięknych w Warszawie w pracowni ceramiki, pod kierunkiem prof. Karola Tichego, gdzie w 1933 uzyskała dyplom ze specjalizacją w architekturze wnętrz. Była członkinią Spółdzielni Artystów i Rzemieślników „Ład” oraz Grupy Ceramików.
Po II wojnie światowej zajęła się organizowaniem pracowni ceramicznych — w latach 1945–1947 w Łodzi i w latach 1947–1950 w Miejskiej Szkole Sztuk Zdobniczych w Warszawie. Ta druga weszła w 1950 r. w skład ASP w Warszawie, zaś Kotarbińska objęła kierownictwo w tamtejszym Zakładzie Ceramiki. W 1951 r. została przeniesiona do Państwowej Wyższej Szkoły Sztuk Plastycznych we Wrocławiu. W 1956 r. (inne źródła podają 1957 r.) otrzymała tytuł profesora nadzwyczajnego tej uczelni, a w 1958 r. została kierownikiem Katedry Ceramiki. Na wrocławskiej PWSSP pracowała do przejścia na emeryturę w 1969 r. Do jej studentów należeli m.in. Krystyna Cybińska i Halina Olech (jako pierwsze absolwentki zostały jej asystentkami), Danuta Duszniak, Zofia Dutkowska-Palowa, Irena Lipska-Zworska, Hanna Orthwein, Adam Sadulski, Stanisław Szyba, Zbigniewa Śliwowska-Wawrzyniak, Bronisław Wolanin, Mieczysław Zdanowicz.
W latach powojennych nawiązała również współpracę z przemysłem. Wystartowała w ogłoszonym w 1951 r. przez Instytut Wzornictwa Przemysłowego konkursie na projekt serwisu stołowego i rzeźby ceramicznej. Zaprojektowane przez nią serwisy A i T zaopiniowano pozytywnie i skierowano do opracowania produkcyjnego. Serwis A był następnie produkowany w Zakładzie Porcelany Stołowej „Wałbrzych” w Wałbrzychu. Projektowała również wzory szkła użytkowego dla Huty Szkła Kryształowego „Sudety” w Szczytnej Śląskiej oraz Huty Szkła Kryształowego „Julia” w Piechowicach. Pełniła funkcję doradcy artystycznego w Instytucie Wzornictwa Przemysłowego oraz w Spółdzielni Artystów i Rzemieślników „Ład”.
Od 1922 była żoną Mieczysława Kotarbińskiego. Ich córką była Barbara Kotarbińska-Stefanowska (1926–1999), sanitariuszka, łączniczka w powstaniu warszawskim ps. „Basia”.

## Twórczość
W początkowym etapie twórczości tworzyła naczynia drobne, przeważnie kuliste; z czasem stawały się one coraz smuklejsze o kielichowato rozchylonych długich szyjkach. W jej pracach widoczne są inspiracje ceramiką starożytną. Pod wpływem B. Wolanina w jej twórczości pojawiły się formy figuratywne. Opracowała liczne receptury szkliw o bogatej kolorystyce, w tym tzw. szkliwo egipskie o głębokiej niebieskiej barwie. Swoje prace często zdobiła krakelurą.
Prace artystki znajdują się w zbiorach Muzeum Narodowego we Wrocławiu, Muzeum Okręgowego w Toruniu, w zbiorach na Wawelu.

## Wystawy
- 1937 – Wystawa Spółdzielni "Ład" w Warszawie[6]
- 1939 – Wystawa Międzynarodowa w Nowym Jorku[6]
- 1954 – I Ogólnopolska Wystawa Ceramiki i Szkła, Wrocław[6]
- 1957 – XI Triennale w Mediolanie[6]
- 1959 – Wystawa Ceramiki Artystycznej, Sopot[6]
- 1960 – II Ogólnopolska Wystawa Ceramiki i Szkła, Wrocław[6]
- 1960 – International Kunsthandwerk, Stuttgart[2]
- 1960 – XII Triennale Sztuki, Mediolan[2]
- 1961 – III Okręgowa Wystawa Architektury Wnętrz 1946–1961, Wrocław[2]
- 1962 – Międzynarodowa Wystawa Ceramiki AIC w Pradze[6]
- 1963 – Emalie w ceramice współczesnej, Genewa[6]
- 1963 – Sztuka Użytkowa w XV-lecie PRL, Warszawa[2]
- 1964–1965 – Polska Sztuka Użytkowa, Jugosławia, Włochy, Węgry, Czechosłowacja[2]
- 1964 – Ogólnopolska Wystawa Tkaniny, Ceramiki i Szkła, Warszawa[6]
- 1965 – Exp. Int. Les Emaux dans la Ceramique Actuelle, Genewa[2]
- 1967 – Warszawa – Włochom, Włosi – Warszawie, Rzym[2]
- 1969 – Wystawa Ceramika i Szkło. Polska Sztuka Użytkowa w XXV-lecie PRL, Wrocław[6]

## Ordery i odznaczenia
- Krzyż Kawalerski Orderu Odrodzenia Polski (1964)[2]
- Złoty Krzyż Zasługi (11 lipca 1955)[11]
- Medal 10-lecia Polski Ludowej (22 lipca 1955)[12]

## Nagrody
- 1960 – I nagroda na II Ogólnopolskiej Wystawie Ceramiki i Szkła Artystycznego we Wrocławiu[6]
- 1962 – nagroda II stopnia Ministra Kultury i Sztuki[6]
- 1963 – I nagroda Ministra Kultury i Sztuki na Wystawie Sztuki Użytkowej w XV-lecie PRL[2]
- 1963 – Srebrny Medal na Międzynarodowej Wystawie Ceramiki Artystycznej w Waszyngtonie[6]
- 1965 – nagroda I stopnia Ministra Kultury i Sztuki (w zespole)[2]
- 1969 – nagroda na Wystawie XXV-lecia PRL – Ceramika i Szkło[2]
- 1969 – nagroda Ministra Kultury i Sztuki za działalność pedagogiczną[2]
- 1970 – Srebrny Medal na III Festiwalu Sztuk Pięknych[2]